# سیترولینمی
سیترولینمی (به انگلیسی: Citrolinemia) یکی از نقائص چرخه اوره است که باعث افزایش سطح آمونیاک خون تا سطوح خطرناک می‌شود.
سیترولینمی، یک اختلال مرتبط با اسیدهای آمینه می‌باشد. افراد مبتلا به این بیماری، برای دفع آمونیاک بدن با مشکل مواجه می‌شوند. آمونیاک ماده‌ای سمی است که از تجزیه پروتئین‌ها و واحدهای ساختمانی آنها (اسیدهای آمینه) به وجود می‌آید.

## علائم بالینی
- زمان تولد: طبیعی.
- دوره نوزادی: چند روز پس از تولد، نوزاد دچار بی اشتهایی، استفراغ و خواب آلودگی می‌شود که سریعاً به سمت اغمای عمیق پیشرفته و سپس دچار آپنه (قطعی نفس) و مرگ می‌شود. تشنج، افزایش و سپس کاهش تونوس ماهیچه‌ای (کِشنگ) نوزاد، عدم پاسخ به تحریکات، بزرگی کبد و افزایش ترانس آمینازهای کبدی هم مشاهده می‌گردد.
- دوره شیرخوارگی: این دوره با بروز اشکال تدریجی در تغذیه و استفراغ‌های مکرر یا در برخی موارد همراه با بزرگی کبد و افزایش ترانس آمینازهای کبدی می‌باشد. افزایش احتمالی زمان پروترومبین و زمان نسبی ترومبوپلاستین نیز ممکن است رخ دهد. در این دوره، حملات افزایش آمونیاک خون همراه با استفراغ، خواب آلودگی، سردرد، ترمور، تشنج یا عدم تعادل، درجاتی از عقب ماندگی ذهنی و کوچک شدن مغز و ضعف اسپاستیک اندامهای تحتانی نیز مشاهده می‌شود.
- دوره بزرگسالی: با علائمی نظیر تکلم مبهم، تحریک پذیری، بیخوابی، روان‌آشفتگی علی‌رغم هوش طبیعی، رفتارهای عجیب، حملات شیدایی یا روان‌پریشی واضح، تمایل شدید به مصرف غذاهای غنی از آرژینین (مانند نخود، لوبیا و بادام زمینی) و ضعف اسپاستیک اندامهای تحتانی تظاهر می‌کند.

## نقص آنزیمی
نقص در آنزیم آرژنینو سوکسینات سنتاز.

## توارث ژنتیکی
اتوزوم مغلوب.

## میزان بروز
یک مورد در هر ۵۷۰۰۰ تولد زنده.

## روش تشخیص
- اسیدهای آمینه پلاسما: افزایش شدید سیترولین، افزایش آلانین و گلوتامین و در اغلب موارد اسید آسپارتیک، آرژنین پائین.
- ادرار: اسید اوروتیک و سیترولین بالا.
- بررسی آنزیم: در کبد.

## درمان
مانند فاز حاد و مزمن افزایش آمونیاک خون است، اما شیرخواران مبتلا به حمله حاد در صورتی که آمونیاک خون آنها خیلی بالا نبوده و درمان فوری شروع شود، حتی با آرژنین داخل وریدی هم می‌توانند درمان شوند. محدودیت پروتئین در رژیم غذایی لازم است.
درمان قطعی: پیوند کبد است.

## پیش آگهی
با عقب ماندگی ذهنی شدید یا مرزی، عقب ماندگی رشد و ریزش مو در اثر مصرف ناکافی پروتئین همراه است.

## آزمون تشخیص قبل از تولد
بررسی سیترولین در مایع آمنیوتیک، بررسی آنزیم در آمنیوسیتهای کشت شده یا نمونه پرزهای کوریونیک
نکته: سابقه مرگ زودرس در سایر فرزندان خانواده وجود دارد.